# Isaia Sales
Isaia Sales (Pagani, 20 agosto 1950) è un saggista e politico italiano.

## Biografia
Laureato in Filosofia, collaboratore de l'Unità, ha fatto parte fin da giovane del Partito Comunista Italiano, segnalandosi come uno dei dirigenti più impegnati nella lotta alla camorra: a questo tema era dedicato il suo primo libro, La camorra le camorre del 1988.
Viene eletto consigliere regionale della Campania per il PCI nel 1980, confermando il seggio anche dopo le elezioni del 1985 e quelle del 1990. Con la svolta della Bolognina aderisce al Partito Democratico della Sinistra.
Dopo il libro Leghisti e sudisti (1993), venne eletto deputato tra le file del PDS alle elezioni del 1994 e viene confermato anche alle elezioni politiche del 1996. Fu sottosegretario al Ministero del Tesoro, Bilancio e Programmazione Economica durante il primo governo Prodi.
Nel 1999 uscì la sua terza opera, Il sud al tempo dell'euro. Una nuova classe dirigente alla prova. Alle elezioni politiche 2001 si ricandidò alla Camera, ma non fu eletto.
Nel 2003 pubblicò il testo Riformisti senz'anima. La Sinistra, il Mezzogiorno, gli errori di D'Alema, assai critico nei confronti della classe dirigente diessina.
Dirigente nazionale dei DS, è stato consigliere economico del Presidente della Regione Campania, Antonio Bassolino, in particolare ha curato e seguito fino all'approvazione i programmi della Regione Campania relativi al nuovo ciclo comunitario 2007/13. Nel 2006 ha pubblicato Le strade della violenza. Malviventi e bande di camorra a Napoli.
Nel 2008 ha lasciato l'incarico di consulente della Regione per dissensi con il presidente Antonio Bassolino. Nel 2010 ha pubblicato I preti e i mafiosi. Storia dei rapporti tra Mafie e Chiesa cattolica. Attualmente insegna "Storia della criminalità organizzata nel Mezzogiorno d'Italia" presso l'Università Suor Orsola Benincasa di Napoli.
Nel 2006 ha vinto il Premio Napoli per il libro Le strade della violenza (ancora del mediterraneo 2006) e nel 2010 gli viene consegnato il Premio Feudo di Maida per I preti e i mafiosi (Baldini Castoldi Dalai, 2010).
È stato editorialista del Mattino e di Repubblica. Dal 17 gennaio 2025 scrive su il Fatto Quotidiano.

## Citazione
Riguardo a Napoli non è Berlino (Baldini Castoldi Dalai, 2012), Antonello Caporale:
(da Antonello Caporale, La solitudine di Napoli e le colpe della politica , la Repubblica-Cultura, 3 giugno 2012)